# Tipulodina joana
Tipulodina joana är en tvåvingeart som först beskrevs av Alexander 1919.  Tipulodina joana ingår i släktet Tipulodina och familjen storharkrankar. Inga underarter finns listade i Catalogue of Life.